# 如月蓮
如月 蓮（きさらぎ れん、1984年9月7日 - ）は、日本の女優・歌手・YouTuber。元宝塚歌劇団星組の男役。
神奈川県厚木市、県立厚木西高等学校出身。身長167cm。血液型A型。愛称は「れんた」。

## 来歴
2002年、宝塚音楽学校入学。
2004年、宝塚歌劇団に90期生として入団。入団時の成績は7番。雪組公演「スサノオ／タカラヅカ・グローリー!」で初舞台。その後、星組に配属。
2019年10月13日、紅ゆずる・綺咲愛里トップコンビ退団公演となる「GOD OF STARS／エクレール ブリアン」東京公演千秋楽をもって、宝塚歌劇団を退団。
退団後は舞台俳優・アーティスト・YouTuberなど多方面で活動している。
2022年に結婚したことを自身のSNSで報告。

## 宝塚歌劇団時代の主な舞台

### 初舞台
- 2004年4 - 7月、雪組『スサノオ』『タカラヅカ・グローリー!』

### 星組時代
- 2004年10 - 12月、『花舞う長安』『ロマンチカ宝塚'04』
- 2005年2 - 3月、『それでも船は行く』（バウホール）
- 2005年5 - 8月、『長崎しぐれ坂』 - 新人公演：あんぺ（本役：柚希礼音）『ソウル・オブ・シバ!!』
- 2005年9 - 11月、『ベルサイユのばら』『ソウル・オブ・シバ!!』（全国ツアー・韓国）
- 2006年1 - 4月、『ベルサイユのばら-フェルゼンとマリー・アントワネット編-』 - ルイ・シャルル
- 2006年8 - 11月、『愛するには短すぎる』 - マイケル・ウェイン、新人公演：ルイス（本役：天霧真世）『ネオ・ダンディズム!』
- 2007年1月、『Hallelujah GO!GO!』（バウホール） - ミック
- 2007年3 - 7月、『さくら』『シークレット・ハンター』 - 少年時代のダゴベール、新人公演：アルバート（本役：麻尋しゅん）
- 2007年9月、『KEAN』（日生劇場） - クリスティ
- 2007年11 - 2008年2月、『エル・アルコン-鷹-』 - ベッカム、新人公演：ニコラス・ジェイド（本役：綺華れい）『レビュー・オルキス-蘭の星-』
- 2008年3 - 4月、『赤と黒-原作 スタンダール-』（ドラマシティ・日本青年館・愛知厚生年金会館） - アドルフ
- 2008年6 - 10月、『THE SCARLET PIMPERNEL（スカーレット ピンパーネル）』 - 新人公演：オジー（本役：彩海早矢）
- 2008年11月、『ブエノスアイレスの風』（日本青年館・バウホール） - 銀行員
- 2009年2 - 4月、『My dear New Orleans（マイ ディア ニュー オリンズ）』 - ビッグ・ノーズ・ジョー、新人公演：オリヴァー（本役：彩海早矢）『ア ビヤント』
- 2009年6 - 9月、『太王四神記 Ver.II』 - ヒョンミョン、新人公演：ヨン・ガリョ（本役：磯野千尋）
- 2009年10 - 11月、『再会』 - ミッシェル『ソウル・オブ・シバ!!』（全国ツアー）
- 2010年1 - 3月、『ハプスブルクの宝剣』 - ズィーゲル、新人公演：ラディック・ジリンスキ（本役：彩海早矢）『BOLERO』
- 2010年4 - 5月、『激情』 - ミゲル『BOLERO』（全国ツアー）
- 2010年7 - 8月、『ロミオとジュリエット』（梅田芸術劇場・博多座） - 使者
- 2010年10 - 12月、『宝塚花の踊り絵巻』『愛と青春の旅だち』 - ウォルター、新人公演：デラセラ（本役：夢乃聖夏）
- 2011年1 - 2月、『メイちゃんの執事』（バウホール・日本青年館） - 木場[3]
- 2011年4 - 7月、『ノバ・ボサ・ノバ』 - ピエロ『めぐり会いは再び』 - シリウス
- 2011年8 - 9月、『ランスロット』（バウホール） - マーリン
- 2011年9月、専科『おかしな二人』（バウホール） - ヴィニー
- 2011年11 - 2012年2月、『オーシャンズ11』 - バージル・モロイ[3]
- 2012年3 - 4月、柚希礼音スペシャル・ライブ『REON!!』（ドラマシティ・日本青年館）
- 2012年5 - 8月、『ダンサ セレナータ』 - アルベルト『Celebrity』
- 2012年9月、『ジャン・ルイ・ファージョン-王妃の調香師-』（バウホール・日本青年館） - エミール・ファージョン[3]
- 2012年11 - 2013年2月、『宝塚ジャポニズム〜序破急〜』『めぐり会いは再び 2nd〜Star Bride〜』 - シリウス『Étoile de TAKARAZUKA（エトワール ド タカラヅカ）』 - ヴァルゴオムA
- 2013年3 - 4月、『南太平洋』（ドラマシティ・日本青年館） - シチューポット
- 2013年5 - 8月、『ロミオとジュリエット』
- 2013年9 - 10月、柚希礼音スペシャル・ライブ『REON!!II』（東京国際フォーラム・博多座）
- 2014年1 - 3月、『眠らない男・ナポレオン-愛と栄光の涯（はて）に-』 - リュシアン
- 2014年5 - 6月、『太陽王〜ル・ロワ・ソレイユ〜』（東急シアターオーブ） - 医師／労働者
- 2014年7 - 10月、『The Lost Glory -美しき幻影-』 - ドン『パッショネイト宝塚!』
- 2014年11 - 12月、『風と共に去りぬ』（全国ツアー） - ルネ
- 2015年2 - 5月、『黒豹（くろひょう）の如（ごと）く』 - ガスパール／クレメンテ『Dear DIAMOND!!』
- 2015年6 - 7月、『キャッチ・ミー・イフ・ユー・キャン』（赤坂ACTシアター・ドラマシティ） - トッド・ブラントン[3]
- 2015年8 - 11月、『ガイズ&ドールズ』 - 司会者
- 2016年3 - 6月、『こうもり』 - ネッケル子爵『THE ENTERTAINER!』
- 2016年7月、『One Voice』（バウホール）
- 2016年8 - 11月、『桜華に舞え』 - 高木兼寛『ロマンス!! (Romance)』
- 2017年1月、『オーム・シャンティ・オーム-恋する輪廻-』（東京国際フォーラム） - スバーシュ・ガイ
- 2017年3 - 6月、『THE SCARLET PIMPERNEL（スカーレット ピンパーネル）』 - シモン
- 2017年9 - 12月、『ベルリン、わが愛』 - ヨハネス・マイヤーホフ『Bouquet de TAKARAZUKA（ブーケ ド タカラヅカ）』
- 2018年2月、『うたかたの恋』 - ブラッドフィッシュ『Bouquet de TAKARAZUKA（ブーケ ド タカラヅカ）』（中日劇場）[3]
- 2018年4 - 7月、『ANOTHER WORLD』 - 阿修羅『Killer Rouge（キラー ルージュ）』
- 2018年8 - 11月、『Thunderbolt Fantasy（サンダーボルト ファンタジー）東離劍遊紀（とうりけんゆうき）』 - 傀儡師（座長）『Killer Rouge／星秀☆煌紅』（梅田芸術劇場・日本青年館・國家戯劇院・高雄市文化中心至徳堂）
- 2019年1 - 3月、『霧深きエルベのほとり』 - マインラート『ESTRELLAS（エストレ―ジャス）〜星たち〜』
- 2019年5月、『鎌足-夢のまほろば、大和（やまと）し美（うるわ）し-』（ドラマシティ・日本青年館） - 中臣御食子／有間皇子[3]
- 2019年7 - 10月、『GOD OF STARS -食聖-』 - レン『Éclair Brillant（エクレール ブリアン）』 退団公演[3]

### 出演イベント
- 2004年7月、TCAスペシャル・OGバージョン『ゴールデン・メモリーズ』（カゲコーラス）
- 2005年12月、『花の道 夢の道 永遠の道』
- 2006年4 - 5月、涼紫央ディナーショー『I’Avenir』
- 2007年7月、『宝塚巴里祭2007』
- 2007年10月、第48回『宝塚舞踊会』
- 2010年5月、涼紫央ディナーショー『Profile-プロフィール-』[6]
- 2016年1 - 2月、紅ゆずるディナーショー『STELLA ROSSA〜フリーダムに ランダムに〜』[7]
- 2018年11月、七海ひろきディナーショー『Dearest』[8]
- 2019年8月、紅ゆずるディナーショー『Berry Berry BENNY!!』[9]

## 宝塚歌劇団退団後の主な活動

### 舞台
- 2021年4月、『エリザベート TAKARAZUKA25周年スペシャル・ガラ・コンサート』（梅田芸術劇場・東急シアターオーブ）[10]
- 2021年7月、『ル・シッド』（あうるすぽっと） - エルヴィール[11]
- 2025年8月、『M FESTIVAL』（明治座）[12]

### ドラマ
- 2022年10 - 12月、『合コンに行ったら女がいなかった話』（カンテレ） - 琥珀[13]